# Liste der Auszeichnungen des Spielfilms Zero Dark Thirty
Diese Liste gibt einen Überblick über die Prämierungen und Nominierungen, die der US-amerikanische Spielfilm Zero Dark Thirty erhalten hat.

## Aus den Vereinigten Staaten
| Preis                                               | Jahr | Kategorie                                               | Preisträger                               | Resultat  |
| --------------------------------------------------- | ---- | ------------------------------------------------------- | ----------------------------------------- | --------- |
| Oscar                                               | 2013 | Bester Tonschnitt                                       | Paul N. J. Ottosson                       | Gewonnen  |
| Oscar                                               | 2013 | Bester Film                                             | Kathryn Bigelow, Mark Boal, Megan Ellison | Nominiert |
| Oscar                                               | 2013 | Beste Hauptdarstellerin                                 | Jessica Chastain                          | Nominiert |
| Oscar                                               | 2013 | Bestes Originaldrehbuch                                 | Mark Boal                                 | Nominiert |
| Oscar                                               | 2013 | Bester Schnitt                                          | Dylan Tichenor, William Goldenberg        | Nominiert |
| Golden Globe Award                                  | 2013 | Beste Hauptdarstellerin – Drama                         | Jessica Chastain                          | Gewonnen  |
| Golden Globe Award                                  | 2013 | Bester Film – Drama                                     |                                           | Nominiert |
| Golden Globe Award                                  | 2013 | Bester Filmregisseur                                    | Kathryn Bigelow                           | Nominiert |
| Golden Globe Award                                  | 2013 | Bestes Filmdrehbuch                                     | Mark Boal                                 | Nominiert |
| Screen Actors Guild Award                           | 2013 | Beste Hauptdarstellerin                                 | Jessica Chastain                          | Nominiert |
| AFI Award                                           | 2013 | Film des Jahres                                         | Kathryn Bigelow, Mark Boal, Megan Ellison | Gewonnen  |
| Saturn Award                                        | 2013 | Bester Horrorfilm/Thriller                              |                                           | Nominiert |
| Saturn Award                                        | 2013 | Beste Schauspielerin                                    | Jessica Chastain                          | Nominiert |
| Eddie Award                                         | 2013 | Am besten geschnittener dramatischer Film               | Dylan Tichenor, William Goldenberg        | Nominiert |
| Excellence in Production Design Award               | 2013 | Zeitgemäßer Film                                        |                                           | Nominiert |
| Austin Film Critics Association Award               | 2012 | Bester Film                                             |                                           | Gewonnen  |
| BMI Film Music Award                                | 2013 | Filmmusik                                               | Alexandre Desplat                         | Gewonnen  |
| Boston Society of Film Critics Award                | 2012 | Bester Film                                             |                                           | Gewonnen  |
| Boston Society of Film Critics Award                | 2012 | Bester Regisseur                                        | Kathryn Bigelow                           | Gewonnen  |
| Boston Society of Film Critics Award                | 2012 | Bester Filmschnitt                                      | Dylan Tichenor, William Goldenberg        | Gewonnen  |
| Critics’ Choice Movie Award                         | 2013 | Beste Schauspielerin                                    | Jessica Chastain                          | Gewonnen  |
| Critics’ Choice Movie Award                         | 2013 | Bester Schnitt                                          | Dylan Tichenor, William Goldenberg        | Gewonnen  |
| Critics’ Choice Movie Award                         | 2013 | Bester Film                                             |                                           | Nominiert |
| Critics’ Choice Movie Award                         | 2013 | Bester Regisseur                                        | Kathryn Bigelow                           | Nominiert |
| Critics’ Choice Movie Award                         | 2013 | Bestes Original-Drehbuch                                | Mark Boal                                 | Nominiert |
| Artios Award                                        | 2013 | Bestes Casting, Hochbudget-Drama                        |                                           | Nominiert |
| Chicago Film Critics Association Award              | 2012 | Bester Film                                             |                                           | Gewonnen  |
| Chicago Film Critics Association Award              | 2012 | Bester Regisseur                                        | Kathryn Bigelow                           | Gewonnen  |
| Chicago Film Critics Association Award              | 2012 | Bester Schnitt                                          | Dylan Tichenor, William Goldenberg        | Gewonnen  |
| Chicago Film Critics Association Award              | 2012 | Beste Schauspielerin                                    | Jessica Chastain                          | Gewonnen  |
| Chicago Film Critics Association Award              | 2012 | Bestes Original-Drehbuch                                | Mark Boal                                 | Gewonnen  |
| Chicago Film Critics Association Award              | 2012 | Bester Nebendarsteller                                  | Jason Clarke                              | Nominiert |
| Chicago Film Critics Association Award              | 2012 | Beste Kamera                                            | Greig Fraser                              | Nominiert |
| Chicago Film Critics Association Award              | 2012 | Bester Original-Score                                   | Alexandre Desplat                         | Nominiert |
| Cinema Audio Society Award                          | 2013 | Beste Tonmischung für Realfilm-Filme                    |                                           | Nominiert |
| Costume Designers Guild Award                       | 2013 | Exzellenz in zeitgemäßem Film                           | George L. Little                          | Nominiert |
| Dallas-Fort Worth Film Critics Association Award    | 2012 | Beste Schauspielerin                                    | Jessica Chastain                          | Gewonnen  |
| Dallas-Fort Worth Film Critics Association Award    | 2012 | Bester Regisseur                                        | Kathryn Bigelow                           | Gewonnen  |
| Dallas-Fort Worth Film Critics Association Award    | 2012 | Bestes Drehbuch                                         | Mark Boal                                 | Gewonnen  |
| Dallas-Fort Worth Film Critics Association Award    | 2012 | Bester Film                                             |                                           | 3. Platz  |
| Denver Film Critics Society Award                   | 2012 | Bester Regisseur                                        | Kathryn Bigelow                           | Nominiert |
| Denver Film Critics Society Award                   | 2012 | Beste Schauspielerin                                    | Jessica Chastain                          | Nominiert |
| Detroit Film Critics Society Award                  | 2012 | Bester Film                                             |                                           | Nominiert |
| Detroit Film Critics Society Award                  | 2012 | Bester Regisseur                                        | Kathryn Bigelow                           | Nominiert |
| Detroit Film Critics Society Award                  | 2012 | Beste Schauspielerin                                    | Jessica Chastain                          | Nominiert |
| Directors Guild of America Award                    | 2013 | Beste Filmregie                                         | Kathryn Bigelow                           | Nominiert |
| Florida Film Critics Circle Award                   | 2012 | Beste Schauspielerin                                    | Jessica Chastain                          | Gewonnen  |
| Golden Trailer Awards                               | 2013 | Bestes Drama                                            | Columbia Pictures                         | Nominiert |
| Golden Trailer Awards                               | 2013 | Beste Titelgrafik                                       | Columbia Pictures                         | Nominiert |
| Golden Trailer Awards                               | 2013 | Bester Action-Fernsehspot                               | Columbia Pictures                         | Nominiert |
| Grammy Awards                                       | 2014 | Bester Score-Soundtrack für visuelle Medien             | Alexandre Desplat                         | Nominiert |
| Indiana Film Journalists Association Award          | 2012 | Beste Schauspielerin                                    | Jessica Chastain                          | Gewonnen  |
| Indiana Film Journalists Association Award          | 2012 | Bester Regisseur                                        | Kathryn Bigelow                           | 2. Platz  |
| Indiana Film Journalists Association Award          | 2012 | Bester Film                                             |                                           | Nominiert |
| Los Angeles Film Critics Association Awards         | 2012 | Bester Schnitt                                          | Dylan Tichenor, William Goldenberg        | Gewonnen  |
| Los Angeles Film Critics Association Awards         | 2012 | Bester Regisseur                                        | Kathryn Bigelow                           | 2. Platz  |
| MTV Movie Awards                                    | 2013 | Best Scared-As-S**t Performance                         | Jessica Chastain                          | Nominiert |
| National Board of Review Award                      | 2012 | Bester Film                                             |                                           | Gewonnen  |
| National Board of Review Award                      | 2012 | Bester Regisseur                                        | Kathryn Bigelow                           | Gewonnen  |
| National Board of Review Award                      | 2012 | Beste Schauspielerin                                    | Jessica Chastain                          | Gewonnen  |
| National Society of Film Critics Award              | 2013 | Bester Regisseur                                        | Kathryn Bigelow                           | 2. Platz  |
| National Society of Film Critics Award              | 2013 | Beste Schauspielerin                                    | Jessica Chastain                          | 3. Platz  |
| National Society of Film Critics Award              | 2013 | Bester Film                                             |                                           | 3. Platz  |
| National Society of Film Critics Award              | 2013 | Beste Kamera                                            | Greig Fraser                              | 3. Platz  |
| New York Film Critics Circle Award                  | 2012 | Bester Film                                             |                                           | Gewonnen  |
| New York Film Critics Circle Award                  | 2012 | Bester Regisseur                                        | Kathryn Bigelow                           | Gewonnen  |
| New York Film Critics Circle Award                  | 2012 | Beste Kamera                                            | Greig Fraser                              | Gewonnen  |
| New York Film Critics Circle Award                  | 2012 | Bestes Drehbuch                                         | Mark Boal                                 | 3. Platz  |
| New York Film Critics Circle Award                  | 2012 | Beste Schauspielerin                                    | Jessica Chastain                          | Nominiert |
| New York Film Critics Online Award                  | 2012 | Bester Film                                             |                                           | Gewonnen  |
| New York Film Critics Online Award                  | 2012 | Bester Regisseur                                        | Kathryn Bigelow                           | Gewonnen  |
| New York Film Critics Online Award                  | 2012 | Bestes Drehbuch                                         | Mark Boal                                 | Gewonnen  |
| New York Film Critics Online Award                  | 2012 | Top-Filme des Jahres                                    |                                           | Gewonnen  |
| Oklahoma Film Critics Circle Awards                 | 2012 | Beste Schauspielerin                                    | Jessica Chastain                          | Gewonnen  |
| Oklahoma Film Critics Circle Awards                 | 2012 | Bester Film                                             |                                           | 2. Platz  |
| Online Film Critics Society Award                   | 2013 | Beste Schauspielerin                                    | Jessica Chastain                          | Gewonnen  |
| Online Film Critics Society Award                   | 2013 | Bestes Original-Drehbuch                                | Mark Boal                                 | Nominiert |
| Online Film Critics Society Award                   | 2013 | Bester Schnitt                                          | Dylan Tichenor, William Goldenberg        | Nominiert |
| Online Film Critics Society Award                   | 2013 | Bester Film                                             |                                           | Nominiert |
| Online Film Critics Society Award                   | 2013 | Bester Regisseur                                        | Kathryn Bigelow                           | Nominiert |
| Producers Guild of America Award                    | 2013 | Bester Produzent von Kinofilmen                         | Kathryn Bigelow, Mark Boal, Megan Ellison | Nominiert |
| San Diego Film Critics Society Award                | 2012 | Special Award                                           | Greig Fraser                              | Gewonnen  |
| San Diego Film Critics Society Award                | 2012 | Bester Film                                             |                                           | Nominiert |
| San Diego Film Critics Society Award                | 2012 | Bester Regisseur                                        | Kathryn Bigelow                           | Nominiert |
| San Diego Film Critics Society Award                | 2012 | Beste Schauspielerin                                    | Jessica Chastain                          | Nominiert |
| San Diego Film Critics Society Award                | 2012 | Bester Schnitt                                          | Dylan Tichenor, William Goldenberg        | Nominiert |
| San Francisco Film Critics Circle Award             | 2012 | Bester Regisseur                                        | Kathryn Bigelow                           | Gewonnen  |
| San Francisco Film Critics Circle Award             | 2012 | Bestes Original-Drehbuch                                | Mark Boal                                 | Gewonnen  |
| Satellite Award                                     | 2012 | Bestes Original-Drehbuch                                | Mark Boal                                 | Gewonnen  |
| Satellite Award                                     | 2012 | Bester Filmschnitt                                      | Dylan Tichenor, William Goldenberg        | Nominiert |
| Satellite Award                                     | 2012 | Beste Filmschauspielerin                                | Jessica Chastain                          | Nominiert |
| Satellite Award                                     | 2012 | Bester Film                                             |                                           | Nominiert |
| Satellite Award                                     | 2012 | Bester Regisseur                                        | Kathryn Bigelow                           | Nominiert |
| St. Louis Gateway Film Critics Association Award    | 2012 | Beste Schauspielerin                                    | Jessica Chastain                          | Gewonnen  |
| St. Louis Gateway Film Critics Association Award    | 2012 | Bestes Original-Drehbuch                                | Mark Boal                                 | Gewonnen  |
| St. Louis Gateway Film Critics Association Award    | 2012 | Bester Film                                             |                                           | Nominiert |
| St. Louis Gateway Film Critics Association Award    | 2012 | Bester Regisseur                                        | Kathryn Bigelow                           | Nominiert |
| VES Award                                           | 2013 | Beste unterstützende visuelle Effekte in einem Kinofilm |                                           | Nominiert |
| Washington D.C. Area Film Critics Association Award | 2012 | Bester Film                                             |                                           | Gewonnen  |
| Washington D.C. Area Film Critics Association Award | 2012 | Bester Regisseur                                        | Kathryn Bigelow                           | Gewonnen  |
| Washington D.C. Area Film Critics Association Award | 2012 | Beste Schauspielerin                                    | Jessica Chastain                          | Gewonnen  |
| Washington D.C. Area Film Critics Association Award | 2012 | Bestes Ensemble                                         |                                           | Nominiert |
| Washington D.C. Area Film Critics Association Award | 2012 | Bestes Original-Drehbuch                                | Mark Boal                                 | Nominiert |
| Washington D.C. Area Film Critics Association Award | 2012 | Beste Kamera                                            | Greig Fraser                              | Nominiert |
| Writers Guild of America Award                      | 2013 | Bestes Original-Drehbuch                                | Mark Boal                                 | Gewonnen  |

## Aus anderen Ländern
| Land                   | Preis                                  | Jahr | Kategorie                                                    | Preisträger                               | Resultat  |
| ---------------------- | -------------------------------------- | ---- | ------------------------------------------------------------ | ----------------------------------------- | --------- |
| Australien             | AACTA International Award              | 2013 | Bester Film                                                  | Kathryn Bigelow, Mark Boal, Megan Ellison | Nominiert |
| Australien             | AACTA International Award              | 2013 | Beste Hauptdarstellerin                                      | Jessica Chastain                          | Nominiert |
| Australien             | AACTA International Award              | 2013 | Beste Regie                                                  | Kathryn Bigelow                           | Nominiert |
| Australien             | AACTA International Award              | 2013 | Bestes Drehbuch                                              | Mark Boal                                 | Nominiert |
| Kanada                 | Vancouver Film Critics Circle Award    | 2013 | Bester Film                                                  |                                           | Gewonnen  |
| Kanada                 | Vancouver Film Critics Circle Award    | 2013 | Bester Regisseur                                             | Kathryn Bigelow                           | Gewonnen  |
| Kanada                 | Vancouver Film Critics Circle Award    | 2013 | Beste Schauspielerin                                         | Jessica Chastain                          | Gewonnen  |
| Kanada                 | Vancouver Film Critics Circle Award    | 2013 | Bestes Drehbuch                                              | Mark Boal                                 | Gewonnen  |
| Kanada                 | Toronto Film Critics Association Award | 2013 | Bester Film                                                  |                                           | Nominiert |
| Kanada                 | Toronto Film Critics Association Award | 2013 | Beste Schauspielerin                                         | Jessica Chastain                          | Nominiert |
| Kanada                 | Toronto Film Critics Association Award | 2013 | Bester Regisseur                                             | Kathryn Bigelow                           | Nominiert |
| Kanada                 | Toronto Film Critics Association Award | 2013 | Bestes Drehbuch                                              | Mark Boal                                 | Nominiert |
| Vereinigtes Königreich | British Academy Film Award             | 2013 | Bester Film                                                  | Kathryn Bigelow, Mark Boal, Megan Ellison | Nominiert |
| Vereinigtes Königreich | British Academy Film Award             | 2013 | Beste Hauptdarstellerin                                      | Jessica Chastain                          | Nominiert |
| Vereinigtes Königreich | British Academy Film Award             | 2013 | Bestes Original-Drehbuch                                     | Mark Boal                                 | Nominiert |
| Vereinigtes Königreich | British Academy Film Award             | 2013 | Bester Schnitt                                               | Dylan Tichenor, William Goldenberg        | Nominiert |
| Vereinigtes Königreich | British Academy Film Award             | 2013 | Bester Regisseur                                             | Kathryn Bigelow                           | Nominiert |
| Vereinigtes Königreich | Britannia Award                        | 2013 | John Schlesinger Britannia Award for Excellence in Directing | Kathryn Bigelow                           | Gewonnen  |
| Vereinigtes Königreich | Empire Award                           | 2013 | Bester Thriller                                              |                                           | Nominiert |
| Vereinigtes Königreich | Empire Award                           | 2013 | Beste Schauspielerin                                         | Jessica Chastain                          | Nominiert |
| Vereinigtes Königreich | London Critics’ Circle Film Awards     | 2013 | Schauspielerin des Jahres                                    | Jessica Chastain                          | Nominiert |
| Vereinigtes Königreich | London Critics’ Circle Film Awards     | 2013 | Regisseur des Jahres                                         | Kathryn Bigelow                           | Nominiert |
| Vereinigtes Königreich | London Critics’ Circle Film Awards     | 2013 | Drehbuchautor des Jahres                                     | Mark Boal                                 | Nominiert |

## Weitere Prämierungen und Nominierungen
Über die bekanntesten Preise hinaus wurde der Film bei den folgenden Preisen und Institutionen nominiert und teilweise prämiert:
| - African-American Film Critics Association - Alliance of Women Film Journalists - Awards Circuit Community Awards - Black Film Critics Circle Awards - Boston Online Film Critics Association - Central Ohio Film Critics Association - Georgia Film Critics Association - Hollywood Film Awards - Houston Film Critics Society Awards - IGN Summer Movie Awards - Indiewire Critics’ Poll - International Cinephile Society Awards - International Film Music Critics Award | - International Online Cinema Award - Iowa Film Critics Awards - Italian Online Movie Awards - Key Art Awards - Las Vegas Film Critics Society Awards - MovieGuide Awards - North Carolina Film Critics Association - Online Film & Television Association - Phoenix Film Critics Society Awards - Southeastern Film Critics Association Awards - Utah Film Critics Association Awards - Village Voice Film Poll - Women Film Critics Circle Awards - World Soundtrack Awards |